# Patratu
Patratu là một thị trấn thống kê (census town) của quận Hazaribag thuộc bang Jharkhand, Ấn Độ.

## Địa lý
Patratu có vị trí 23°40′B 85°17′Đ / 23,67°B 85,28°Đ Nó có độ cao trung bình là 405 mét (1328 feet).

## Nhân khẩu
Theo điều tra dân số năm 2001 của Ấn Độ, Patratu có dân số 32.132 người. Phái nam chiếm 54% tổng số dân và phái nữ chiếm 46%. Patratu có tỷ lệ 70% biết đọc biết viết, cao hơn tỷ lệ trung bình toàn quốc là 59,5%: tỷ lệ cho phái nam là 79%, và tỷ lệ cho phái nữ là 61%. Tại Patratu, 13% dân số nhỏ hơn 6 tuổi.